# Списак финала Купа УЕФА и УЕФА Лиге Европе
УЕФА Лига Европе, пре позната као Куп УЕФА, фудбалско је клупско такмичење које је основала Унија европских фудбалских асоцијација (УЕФА) 1971. године. Друго је најважније међународно такмичење за европске клубове, одмах после УЕФА Лиге шампиона. Клубови се квалификују у Лигу Европе на основу свог учинка у домаћим лигама и куповима.
Током првих 25 година постојања такмичења, финала су чиниле две утакмице; свака се играла на стадиону финалисте. Међутим, 1998. године се одиграло прво финале које је чинио само један меч и то на неутралном терену. Те године, Интер Милано је поразио Лацио на Парку принчева у Паризу. Тотенхем хотспур је био победник првог финала такмичења одржаног у сезони 1971/72. када је добио Вулверхемптон вондерерсе укупним резултатом 3 : 2.
У десет финала су учествовали тимови из истих држава: из Италије (1990, 1991, 1995 и 1998), Шпаније (2007 и 2012), Енглеске (1972 и 2019), Немачке (1980) и Португалије (2011).
Севиља држи рекорд по броју освојених титула (седам пута је била првак). Реал Мадрид (победник 1985. и 1986) и поменута Севиља (победник 2006. и 2007 па потом 2014, 2015. и 2016) једини су клубови који су одбранили титулу шампиона. Такмичење су четрнаест пута освајали тимови из Шпаније, више него из било које друге државе. Последњи шампион такмичења пре но што је Куп УЕФА променио име у УЕФА Лига Европе био је Шахтјор Доњецк који је поразио Вердер Бремен резултатом 2 : 1 након продужетака у финалу из 2009. Бенфика и Марсељ су највише пута губили у финалима (три пораза).
Тренутни првак Лиге Европе је Тотенхем хотспур који је у финалу 2025. победио ривала из домаће лиге Манчестер јунајтед са 1 : 0.
Иако се сматра да је Куп сајамских градова претходник Купа УЕФА, сама УЕФА га не признаје као њено званично клупско такмичење — због тога статистике из тог такмичења нису сабране у доњем списку.

## Финала
Легенда
| Победник утакмица је одређен након продужетака.  |
| Победник утакмица је одређен након пенал серије. |
| Победник утакмице је одређен након златног гола. |

### Две утакмице у финалу
| Сезона   | Држава                                                                                          | Домаћин                  | Резултат | Гост                     | Држава      | Стадион                                         | Посећеност |
| -------- | ----------------------------------------------------------------------------------------------- | ------------------------ | -------- | ------------------------ | ----------- | ----------------------------------------------- | ---------- |
| 1971/72. | Енглеска                                                                                        | Вулверхемптон вондерерси | 1 : 2    | Тотенхем хотспур         | Енглеска    | Молињу, Вулверхемптон, Енглеска                 | 45.000     |
| 1971/72. | Енглеска                                                                                        | Тотенхем хотспур         | 1 : 1    | Вулверхемптон вондерерси | Енглеска    | Вајт Харт Лејн, Лондон, Енглеска                | 54.000     |
| 1971/72. | Победник је Тотенхем хотспур укупним резултатом 3 : 2                                           |                          |          |                          |             |                                                 |            |
| 1972/73. | Енглеска                                                                                        | Ливерпул                 | 3 : 0    | Борусија Менхенгладбах   | Немачка     | Енфилд, Ливерпул, Енглеска                      | 41.169     |
| 1972/73. | Немачка                                                                                         | Борусија Менхенгладбах   | 2 : 0    | Ливерпул                 | Енглеска    | Бекелберг стадион, Менхенгладбах, Немачка       | 35.000     |
| 1972/73. | Победник је Ливерпул укупним резултатом 3 : 2                                                   |                          |          |                          |             |                                                 |            |
| 1973/74. | Енглеска                                                                                        | Тотенхем хотспур         | 2 : 2    | Фајенорд                 | Холандија   | Вајт Харт Лејн, Лондон, Енглеска                | 46.281     |
| 1973/74. | Холандија                                                                                       | Фајенорд                 | 2 : 0    | Тотенхем хотспур         | Енглеска    | Де Кујп, Ротердам, Холандија                    | 59.000     |
| 1973/74. | Победник је Фајенорд укупним резултатом 4 : 2                                                   |                          |          |                          |             |                                                 |            |
| 1974/75. | Немачка                                                                                         | Борусија Менхенгладбах   | 0 : 0    | Твенте                   | Холандија   | Рајн стадион, Диселдорф, Немачка                | 42.000     |
| 1974/75. | Холандија                                                                                       | Твенте                   | 1 : 5    | Борусија Менхенгладбах   | Немачка     | Дикман, Енсхеде, Холандија                      | 21.000     |
| 1974/75. | Победник је Борусија Менхенгладбах укупним резултатом 5 : 1                                     |                          |          |                          |             |                                                 |            |
| 1975/76. | Енглеска                                                                                        | Ливерпул                 | 3 : 2    | Клуб Бриж                | Белгија     | Енфилд, Ливерпул, Енглеска                      | 56.000     |
| 1975/76. | Белгија                                                                                         | Клуб Бриж                | 1 : 1    | Ливерпул                 | Енглеска    | Олимпијски стадион, Бриж, Белгија               | 32.000     |
| 1975/76. | Победник је Ливерпул укупним резултатом 4 : 3                                                   |                          |          |                          |             |                                                 |            |
| 1976/77. | Италија                                                                                         | Јувентус                 | 1 : 0    | Атлетик Билбао           | Шпанија     | Стадион Комунале, Торино, Италија               | 75.000     |
| 1976/77. | Шпанија                                                                                         | Атлетик Билбао           | 2 : 1    | Јувентус                 | Италија     | Стадион Сан Мамес, Билбао, Шпанија              | 43.000     |
| 1976/77. | Резултат је 2 : 2, победник је Јувентус због правила гола у гостима.                            |                          |          |                          |             |                                                 |            |
| 1977/78. | Француска                                                                                       | Бастија                  | 0 : 0    | ПСВ Ајндховен            | Холандија   | Стадион Арман Сесари, Бастија, Француска        | 15.000     |
| 1977/78. | Холандија                                                                                       | ПСВ Ајндховен            | 3 : 0    | Бастија                  | Француска   | Филипс стадион, Ајндховен, Холандија            | 27.000     |
| 1977/78. | Победник је ПСВ Ајндховен укупним резултатом 3 : 0                                              |                          |          |                          |             |                                                 |            |
| 1978/79. | СФРЈ                                                                                            | Црвена звезда            | 1 : 1    | Борусија Менхенгладбах   | Немачка     | Стадион Црвена звезда, Београд, СФР Југославија | 87.000     |
| 1978/79. | Немачка                                                                                         | Борусија Менхенгладбах   | 1 : 0    | Црвена звезда            | СФРЈ        | Рајн стадион, Диселдорф, Немачка                | 45.000     |
| 1978/79. | Победник је Борусија Менхенгладбах укупним резултатом 2 : 1                                     |                          |          |                          |             |                                                 |            |
| 1979/80. | Немачка                                                                                         | Борусија Менхенгладбах   | 3 : 2    | Ајнтрахт Франкфурт       | Немачка     | Бекелберг стадион, Менхенгладбах, Немачка       | 25.000     |
| 1979/80. | Немачка                                                                                         | Ајнтрахт Франкфурт       | 1 : 0    | Борусија Менхенгладбах   | Немачка     | Валдстадион, Франкфурт, Немачка                 | 59.000     |
| 1979/80. | Резултат је 3 : 3, победник је Ајнтрахт Франкфурт због правила гола у гостима.                  |                          |          |                          |             |                                                 |            |
| 1980/81. | Енглеска                                                                                        | Ипсвич таун              | 3 : 0    | АЗ Алкмар                | Холандија   | Портман роуд, Ипсвич, Енглеска                  | 27.532     |
| 1980/81. | Холандија                                                                                       | АЗ Алкмар                | 4 : 2    | Ипсвич таун              | Енглеска    | Олимпијски стадион, Амстердам, Холандија        | 28.500     |
| 1980/81. | Победник је Ипсвич таун укупним резултатом 5 : 4                                                |                          |          |                          |             |                                                 |            |
| 1981/82. | Шведска                                                                                         | Гетеборг                 | 1 : 0    | Хамбургер                | Немачка     | Стадион Улеви, Гетеборг, Шведска                | 42.548     |
| 1981/82. | Немачка                                                                                         | Хамбургер                | 0 : 3    | Гетеборг                 | Шведска     | Фолкспаркстадион, Хамбург, Немачка              | 60.000     |
| 1981/82. | Победник је Гетеборг укупним резултатом 4 : 0                                                   |                          |          |                          |             |                                                 |            |
| 1982/83. | Белгија                                                                                         | Андерлехт                | 1 : 0    | Бенфика                  | Португалија | Хејсел стадион, Брисел, Белгија                 | 55.000     |
| 1982/83. | Португалија                                                                                     | Бенфика                  | 1 : 1    | Андерлехт                | Белгија     | Стадион Светлости, Лисабон, Португал            | 80.000     |
| 1982/83. | Победник је Андерлехт укупним резултатом 2 : 1                                                  |                          |          |                          |             |                                                 |            |
| 1983/84. | Белгија                                                                                         | Андерлехт                | 1 : 1    | Тотенхем хотспур         | Енглеска    | Констант Ванден Сток, Брисел, Белгија           | 40.000     |
| 1983/84. | Енглеска                                                                                        | Тотенхем хотспур         | 1 : 1    | Андерлехт                | Белгија     | Вајт Харт Лејн, Лондон, Енглеска                | 46.205     |
| 1983/84. | Резултат је 2 : 2, победник је Тотенхем хотспур резултатом 4 : 3 након извођења једанаестераца. |                          |          |                          |             |                                                 |            |
| 1984/85. | Мађарска                                                                                        | Видеотон                 | 0:3      | Реал Мадрид              | Шпанија     | Стадион Шоштоји, Секешфехервар, Мађарска        | 30.000     |
| 1984/85. | Шпанија                                                                                         | Реал Мадрид              | 0:1      | Видеотон                 | Мађарска    | Сантијаго Бернабеу, Мадрид, Шпанија             | 90.000     |
| 1984/85. | Победник је Реал Мадрид укупним резултатом 3 : 1                                                |                          |          |                          |             |                                                 |            |
| 1985/86. | Шпанија                                                                                         | Реал Мадрид              | 5 : 1    | Келн                     | Немачка     | Сантијаго Бернабеу, Мадрид, Шпанија             | 85.000     |
| 1985/86. | Немачка                                                                                         | Келн                     | 2 : 0    | Реал Мадрид              | Шпанија     | Олимпијски стадион, Берлин, Немачка             | 15.000     |
| 1985/86. | Победник је Реал Мадрид укупним резултатом 5 : 3                                                |                          |          |                          |             |                                                 |            |
| 1986/87. | Шведска                                                                                         | Гетеборг                 | 1 : 0    | Данди јунајтед           | Шкотска     | Стадион Улеви, Гетеборг, Шведска                | 50.023     |
| 1986/87. | Шкотска                                                                                         | Данди јунајтед           | 1 : 1    | Гетеборг                 | Шведска     | Танадајс парк, Данди, Шкотска                   | 20.911     |
| 1986/87. | Победник је Гетеборг укупним резултатом 2 : 1                                                   |                          |          |                          |             |                                                 |            |
| 1987/88. | Шпанија                                                                                         | Еспањол                  | 3 : 0    | Бајер Леверкузен         | Немачка     | Стадион Сариа, Барселона, Шпанија               | 42.000     |
| 1987/88. | Немачка                                                                                         | Бајер Леверкузен         | 3 : 0    | Еспањол                  | Шпанија     | Стадион Улрих Хаберланд, Леверкузен, Немачка    | 22.000     |
| 1987/88. | Резултат је 3 : 3, победник је Бајер Леверкузен резултатом 3 : 2 након извођења једанаестераца. |                          |          |                          |             |                                                 |            |
| 1988/89. | Италија                                                                                         | Наполи                   | 2 : 1    | Штутгарт                 | Немачка     | Стадион Сан Паоло, Напуљ, Италија               | 83.000     |
| 1988/89. | Немачка                                                                                         | Штутгарт                 | 3 : 3    | Наполи                   | Италија     | Некар стадион, Штутгарт, Немачка                | 67.000     |
| 1988/89. | Победник је Наполи укупним резултатом 5 : 4                                                     |                          |          |                          |             |                                                 |            |
| 1989/90. | Италија                                                                                         | Јувентус                 | 3 : 1    | Фјорентина               | Италија     | Стадион Комунале, Торино, Италија               | 45.000     |
| 1989/90. | Италија                                                                                         | Фјорентина               | 0 : 0    | Јувентус                 | Италија     | Стадион Партенијо, Авелино, Италија             | 32.000     |
| 1989/90. | Победник је Јувентус укупним резултатом 3 : 1                                                   |                          |          |                          |             |                                                 |            |
| 1990/91. | Италија                                                                                         | Интер Милано             | 2 : 0    | Рома                     | Италија     | Сан Сиро, Милано, Италија                       | 68.887     |
| 1990/91. | Италија                                                                                         | Рома                     | 1 : 0    | Интер Милано             | Италија     | Стадион Олимпико, Рим, Италија                  | 70.901     |
| 1990/91. | Победник је Интер Милано укупним резултатом 2 : 1                                               |                          |          |                          |             |                                                 |            |
| 1991/92. | Италија                                                                                         | Торино                   | 2 : 2    | Ајакс                    | Холандија   | Стадион деле Алпи, Торино, Италија              | 65.377     |
| 1991/92. | Холандија                                                                                       | Ајакс                    | 0 : 0    | Торино                   | Италија     | Олимпијски стадион, Амстердам, Холандија        | 42.000     |
| 1991/92. | Резултат је 2 : 2, победник је Ајакс због правила гола у гостима.                               |                          |          |                          |             |                                                 |            |
| 1992/93. | Немачка                                                                                         | Борусија Дортмунд        | 1 : 3    | Јувентус                 | Италија     | Стадион Вестфалије, Дортмунд, Немачка           |            |
| 1992/93. | Италија                                                                                         | Јувентус                 | 3 : 0    | Борусија Дортмунд        | Немачка     | Стадион деле Алпи, Торино, Италија              | 62.781     |
| 1992/93. | Победник је Јувентус укупним резултатом 6 : 1                                                   |                          |          |                          |             |                                                 |            |
| 1993/94. | Аустрија                                                                                        | Казино Салцбург          | 0 : 1    | Интер Милано             | Италија     | Стадион Ернст Хапел, Беч, Аустрија              | 47.500     |
| 1993/94. | Италија                                                                                         | Интер Милано             | 1 : 0    | Казино Салцбург          | Аустрија    | Сан Сиро, Милано, Италија                       | 80.326     |
| 1993/94. | Победник је Интер Милано укупним резултатом 2 : 0                                               |                          |          |                          |             |                                                 |            |
| 1994/95. | Италија                                                                                         | Парма                    | 1 : 0    | Јувентус                 | Италија     | Стадион Енио Тардини, Парма, Италија            | 22.062     |
| 1994/95. | Италија                                                                                         | Јувентус                 | 1 : 1    | Парма                    | Италија     | Сан Сиро, Милано, Италија                       | 80.754     |
| 1994/95. | Победник је Парма укупним резултатом 2 : 1                                                      |                          |          |                          |             |                                                 |            |
| 1995/96. | Немачка                                                                                         | Бајерн Минхен            | 2 : 0    | Бордо                    | Француска   | Олимпијски стадион, Минхен, Немачка             | 62.000     |
| 1995/96. | Француска                                                                                       | Бордо                    | 1 : 3    | Бајерн Минхен            | Немачка     | Парк Лескур, Бордо, Француска                   | 36.000     |
| 1995/96. | Победник је Бајерн Минхен укупним резултатом 5 : 1                                              |                          |          |                          |             |                                                 |            |
| 1996/97. | Немачка                                                                                         | Шалке 04                 | 1 : 0    | Интер Милано             | Италија     | Паркстадион, Гелзенкирхен, Немачка              | 56.000     |
| 1996/97. | Италија                                                                                         | Интер Милано             | 1 : 0    | Шалке 04                 | Немачка     | Сан Сиро, Милано, Италија                       | 83.000     |
| 1996/97. | Резултат је 1 : 1, победник је Шалке 04 резултатом 4 : 1 након извођења једанаестераца.         |                          |          |                          |             |                                                 |            |

### Једна утакмица у финалу
| Сезона   | Држава      | Победник              | Резултат | Финалиста          | Држава      | Стадион                                       | Посећеност |
| -------- | ----------- | --------------------- | -------- | ------------------ | ----------- | --------------------------------------------- | ---------- |
| 1997/98. | Италија     | Интер Милано          | 3 : 0    | Лацио              | Италија     | Парк принчева, Париз, Француска               | 44.412     |
| 1998/99. | Италија     | Парма                 | 3 : 0    | Олимпик Марсељ     | Француска   | Стадион Лужњики, Москва, Русија               | 62.000     |
| 1999/00  | Турска      | Галатасарај           | 0 : 0*   | Арсенал            | Енглеска    | Стадион Паркен, Копенхаген, Данска            | 38.919     |
| 2000/01  | Енглеска    | Ливерпул              | 5 : 4    | Депортиво Алавес   | Шпанија     | Вестфаленстадион, Дортмунд, Немачка           | 48.050     |
| 2001/02  | Холандија   | Фајенорд              | 3 : 2    | Борусија Дортмунд  | Немачка     | Де Кујп, Ротердам, Холандија                  | 45.611     |
| 2002/03  | Португалија | Порто                 | 3 : 2    | Селтик             | Шкотска     | Олимпијски стадион, Севиља, Шпанија           | 52.972     |
| 2003/04. | Шпанија     | Валенсија             | 2 : 0    | Олимпик Марсељ     | Француска   | Стадион Улеви, Гетеборг, Шведска              | 39.000     |
| 2004/05. | Русија      | ЦСКА Москва           | 3 : 1    | Спортинг Лисабон   | Португалија | Стадион Жозе Алваладе, Лисабон, Португалија   | 47.085     |
| 2005/06. | Шпанија     | Севиља                | 4 : 0    | Мидлсбро           | Енглеска    | Стадион ПСВ, Ајндховен, Холандија             | 33.100     |
| 2006/07  | Шпанија     | Севиља                | 2 : 2*   | Еспањол            | Шпанија     | Парк Хемпден, Глазгов, Шкотска                | 47.602     |
| 2007/08. | Русија      | Зенит Санкт Петербург | 2 : 0    | Рејнџерс           | Шкотска     | Градски стадион, Манчестер, Енглеска          | 43,878     |
| 2008/09. | Украјина    | Шахтјор Доњецк        | 2 : 1    | Вердер Бремен      | Немачка     | Стадион Шукру Сараџоглу, Истанбул, Турска     | 37.357     |
| 2009/10. | Шпанија     | Атлетико Мадрид       | 2 : 1    | Фулам              | Енглеска    | Фолкспаркстадион, Хамбург, Немачка            | 49.000     |
| 2010/11. | Португалија | Порто                 | 1 : 0    | Брага              | Португалија | Стадион Авива, Даблин, Ирска                  | 45.391     |
| 2011/12  | Шпанија     | Атлетико Мадрид       | 3 : 0    | Атлетик Билбао     | Шпанија     | Национални стадион, Букурешт, Румунија        | 52.347     |
| 2012/13. | Енглеска    | Челси                 | 2 : 1    | Бенфика            | Португалија | Амстердам арена, Амстердам, Холандија         | 46.163     |
| 2013/14. | Шпанија     | Севиља                | 0 : 0*   | Бенфика            | Португалија | Стадион Јувентус, Торино, Италија             | 33.120     |
| 2014/15. | Шпанија     | Севиља                | 3 : 2    | Дњипро             | Украјина    | Национални стадион, Варшава, Пољска           | 45.000     |
| 2015/16. | Шпанија     | Севиља                | 3 : 1    | Ливерпул           | Енглеска    | Парк Свети Јакоб, Базел, Шпанија              | 34.429     |
| 2016/17. | Енглеска    | Манчестер јунајтед    | 2 : 0    | Ајакс              | Холандија   | Арена Френдс, Стокхолм, Шведска               | 46.961     |
| 2017/18. | Шпанија     | Атлетико Мадрид       | 3 : 0    | Олимпик Марсељ     | Француска   | Парк Олимпик Лион, Лион, Француска            | 55.768     |
| 2018/19. | Енглеска    | Челси                 | 4 : 1    | Арсенал            | Енглеска    | Олимпијски стадион, Баку, Азербејџан          | 51.370     |
| 2019/20. | Шпанија     | Севиља                | 3 : 2    | Интер Милано       | Италија     | Стадион Рајненергија, Келн, Немачка           | 0          |
| 2020/21. | Шпанија     | Виљареал              | 1 : 1*   | Манчестер јунајтед | Енглеска    | Арена ПГЕ, Гдањск, Пољска                     | 9412       |
| 2021/22. | Немачка     | Ајнтрахт Франкфурт    | 1 : 1*   | Рејнџерс           | Шкотска     | Стадион Рамон Санчез Писхуан, Севиља. Шпанија | 38.842     |
| 2022/23. | Шпанија     | Севиља                | 1 : 1*   | Рома               | Италија     | Арена Пушкаш, Будимпешта, Мађарска            | 61.476     |
| 2023/24. | Италија     | Аталанта              | 3 : 0    | Бајер Леверкузен   | Немачка     | Стадион Авива, Даблин, Ирска                  | 47.135     |
| 2024/25. | Енглеска    | Тотенхем хотспур      | 1 : 0    | Манчестер јунајтед | Енглеска    | Сан Мамес, Билбао, Шпанија                    | 49.924     |

## Рекорди и статистике

### По клубовима
| Клуб                     | Победник | Финалиста | Година/е када је клуб био победник        | Година/е када је клуб био финалиста |
| ------------------------ | -------- | --------- | ----------------------------------------- | ----------------------------------- |
| Севиља                   | 7        | 0         | 2006, 2007, 2014, 2015, 2016, 2020, 2023. | —                                   |
| Интер Милано             | 3        | 2         | 1991, 1994, 1998.                         | 1997, 2020.                         |
| Јувентус                 | 3        | 1         | 1977, 1990, 1993.                         | 1995                                |
| Ливерпул                 | 3        | 1         | 1973, 1976, 2001.                         | 2016.                               |
| Тотенхем хотспур         | 3        | 1         | 1972, 1984, 2025.                         | 1974.                               |
| Атлетико Мадрид          | 3        | 0         | 2010, 2012, 2018.                         | —                                   |
| Борусија Менхенгладбах   | 2        | 2         | 1975, 1979.                               | 1973, 1980.                         |
| Фајенорд                 | 2        | 0         | 1974, 2002.                               | —                                   |
| Ајнтрахт Франкфурт       | 2        | 0         | 1980, 2022.                               | —                                   |
| Гетеборг                 | 2        | 0         | 1982, 1987.                               | —                                   |
| Реал Мадрид              | 2        | 0         | 1985, 1986.                               | —                                   |
| Парма                    | 2        | 0         | 1995, 1999.                               | —                                   |
| Порто                    | 2        | 0         | 2003, 2011.                               | —                                   |
| Челси                    | 2        | 0         | 2013, 2019.                               | —                                   |
| Манчестер јунајтед       | 1        | 2         | 2017.                                     | 2021, 2025.                         |
| Андерлехт                | 1        | 1         | 1983.                                     | 1984.                               |
| Бајер Леверкузен         | 1        | 1         | 1988.                                     | 2024.                               |
| Ајакс                    | 1        | 1         | 1992.                                     | 2017.                               |
| ПСВ Ајндховен            | 1        | 0         | 1978.                                     | —                                   |
| Ипсвич таун              | 1        | 0         | 1981.                                     | —                                   |
| Наполи                   | 1        | 0         | 1989.                                     | —                                   |
| Бајерн Минхен            | 1        | 0         | 1996.                                     | —                                   |
| Шалке 04                 | 1        | 0         | 1997.                                     | —                                   |
| Галатасарај              | 1        | 0         | 2000.                                     | —                                   |
| Валенсија                | 1        | 0         | 2004.                                     | —                                   |
| ЦСКА Москва              | 1        | 0         | 2005.                                     | —                                   |
| Зенит Санкт Петербург    | 1        | 0         | 2008.                                     | —                                   |
| Шахтар Доњецк            | 1        | 0         | 2009.                                     | —                                   |
| Виљареал                 | 1        | 0         | 2021.                                     | —                                   |
| Аталанта                 | 1        | 0         | 2024.                                     | —                                   |
| Бенфика                  | 0        | 3         | —                                         | 1983, 2013, 2014.                   |
| Олимпик Марсељ           | 0        | 3         | —                                         | 1999, 2004, 2018.                   |
| Борусија Дортмунд        | 0        | 2         | —                                         | 1993, 2002.                         |
| Еспањол                  | 0        | 2         | —                                         | 1988, 2007.                         |
| Атлетик Билбао           | 0        | 2         | —                                         | 1977, 2012.                         |
| Арсенал                  | 0        | 2         | —                                         | 2000, 2019.                         |
| Рома                     | 0        | 2         | —                                         | 1991, 2023.                         |
| Вулверхемптон вондерерси | 0        | 1         | —                                         | 1972.                               |
| Твенте                   | 0        | 1         | —                                         | 1975.                               |
| Клуб Бриж                | 0        | 1         | —                                         | 1976.                               |
| Бастија                  | 0        | 1         | —                                         | 1978.                               |
| Црвена звезда            | 0        | 1         | —                                         | 1979.                               |
| АЗ Алкмар                | 0        | 1         | —                                         | 1981.                               |
| Хамбургер                | 0        | 1         | —                                         | 1982.                               |
| Видеотон                 | 0        | 1         | —                                         | 1985.                               |
| Келн                     | 0        | 1         | —                                         | 1986.                               |
| Данди јунајтед           | 0        | 1         | —                                         | 1987.                               |
| Штутгарт                 | 0        | 1         | —                                         | 1989.                               |
| Фјорентина               | 0        | 1         | —                                         | 1990.                               |
| Торино                   | 0        | 1         | —                                         | 1992.                               |
| Ред бул Салцбург         | 0        | 1         | —                                         | 1994.                               |
| Бордо                    | 0        | 1         | —                                         | 1996.                               |
| Лацио                    | 0        | 1         | —                                         | 1998.                               |
| Алавес                   | 0        | 1         | —                                         | 2001.                               |
| Селтик                   | 0        | 1         | —                                         | 2003.                               |
| Спортинг Лисабон         | 0        | 1         | —                                         | 2005.                               |
| Мидлсбро                 | 0        | 1         | —                                         | 2006.                               |
| Рејнџерс                 | 0        | 1         | —                                         | 2008.                               |
| Вердер Бремен            | 0        | 1         | —                                         | 2009.                               |
| Фулам                    | 0        | 1         | —                                         | 2010.                               |
| Брага                    | 0        | 1         | —                                         | 2011.                               |
| Дњипро                   | 0        | 1         | —                                         | 2015.                               |

### По државама
| Држава      | Број победника | Број финалиста |
| ----------- | -------------- | -------------- |
| Шпанија     | 14             | 5              |
| Енглеска    | 10             | 9              |
| Италија     | 10             | 8              |
| Немачка     | 7              | 9              |
| Холандија   | 4              | 3              |
| Португалија | 2              | 5              |
| Шведска     | 2              | 0              |
| Русија      | 2              | 0              |
| Белгија     | 1              | 2              |
| Украјина    | 1              | 1              |
| Турска      | 1              | 0              |
| Француска   | 0              | 5              |
| Шкотска     | 0              | 4              |
| Аустрија    | 0              | 1              |
| Југославија | 0              | 1              |
| Мађарска    | 0              | 1              |